# 日産・ティーノ
ティーノ（TINO）は、日産自動車で製造・販売されていた乗用車である。

## 概要
B15型サニーのプラットフォームであるMSプラットフォームを基に開発された。設計主任もB15サニーと同じである。車幅を1,760 mmまで広げ（従って3ナンバー車である）、トランスミッションの操作をコラム式とし、前席をベンチシートとした。またハイブリッドカーとして売り出す事を想定し、多数の二次電池を収容できる二重底、かつ高床式となっている。
前席2人+1、後席3人掛けのスタイルを「5＋1コンセプト」として実現した。似たようなコンセプトとしてフィアット・ムルティプラおよびホンダ・エディックスがあるが、この2車は全席独立式の3+3である。また、2列シートのミニバンという観点や二重底、かつ高床式のパッケージからして、BEV用プラットフォームを持つ同社のルネッサも類似のコンセプトを持つと言える。後部座席はユーザーが車検証の記載変更無しに脱着可能であり、座席を外すと貨物車並みのラゲッジスペースが得られた。
搭載ユニットはSR20DE型直列4気筒DOHC1,998 cc+ハイパーCVT（無段変速機）、およびリーンバーン仕様のQG18DE型直列4気筒DOHC1,769 cc+4速ATの2機種で、いずれもコラムシフトであった。足回りはフロントにストラット式、リヤはサニーゆずりのマルチリンクビーム式を採用。前輪のトレッドが1,535 mmと広く、その一方でホイールベースが2,535 mmとB14型およびB15型サニーと同じ数値であったため、ハンドリングが軽快で小回りも効いた。また、前期にはオーテックジャパンが手がけたエアロパーツ仕様の「エアロスポーツ」も設定された。
ただ、インパネ、ナビが専用部品なためナビが壊れるなどの事態があった場合修理はできないとのことである。純正ナビは一見、CDが入らないように見えるが、助手席シート下にCDドライブが設置されている。Hyper-CVTが壊れるなどの不安があったため1.8 Lモデルのユーザーが多い。
2000年（平成12年）には、100台限定でハイブリッド仕様も設定された。ベース車としてティーノが選ばれた理由は、小型車ではなくティーノのようなクルマでの燃費改善こそが社会全体でのガソリン消費量減少につながると考えたこと、ハイブリッド仕様開発当初の1996年（平成8年）、ティーノは日産車最高の生産台数が計画され、次世代パワートレインの搭載も検討されたこと、ハイブリッド車の大口顧客である官公庁からの「荷物の積めるハイブリッドカー」という要望を満たすためである。しかし、コスト増の割には燃費向上がそれほどでなかったことが災いし、このプランは不発。結局、日産のハイブリッドカーはこのティーノ以降、日本国内においては2010年（平成22年）11月2日発売のフーガハイブリッドまで登場することはなかった（北米向けにはアルティマハイブリッドが存在していた）。
欧州では2006年3月まで生産が続けられたが、日本では2003年（平成15年）に生産終了した。
発売後に親会社となるルノーの類似コンセプト車、セニックの後発ライバルである。

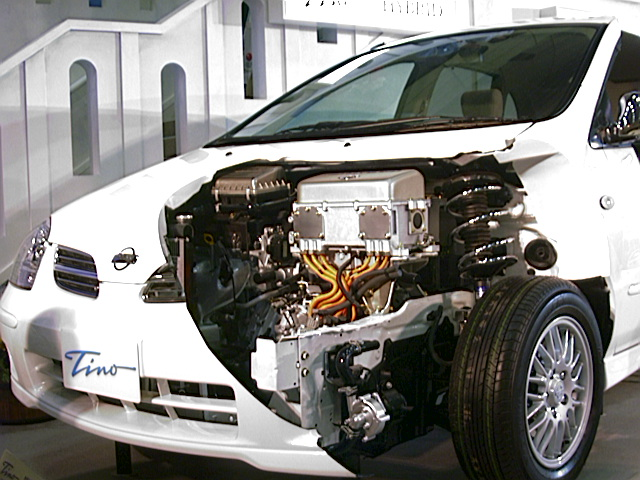
ハイブリッド車のパワーユニット
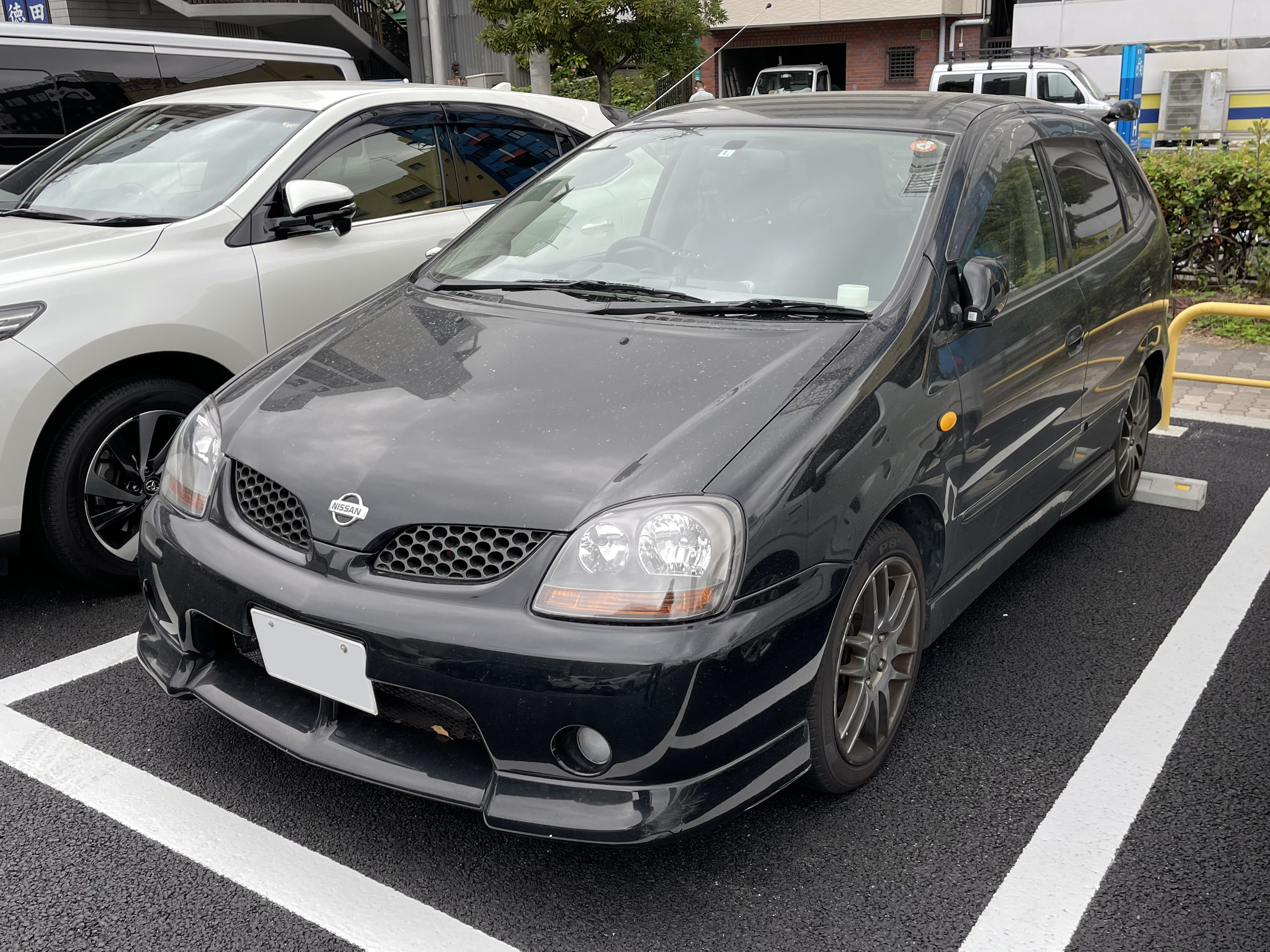
エアロスポーツ フロント
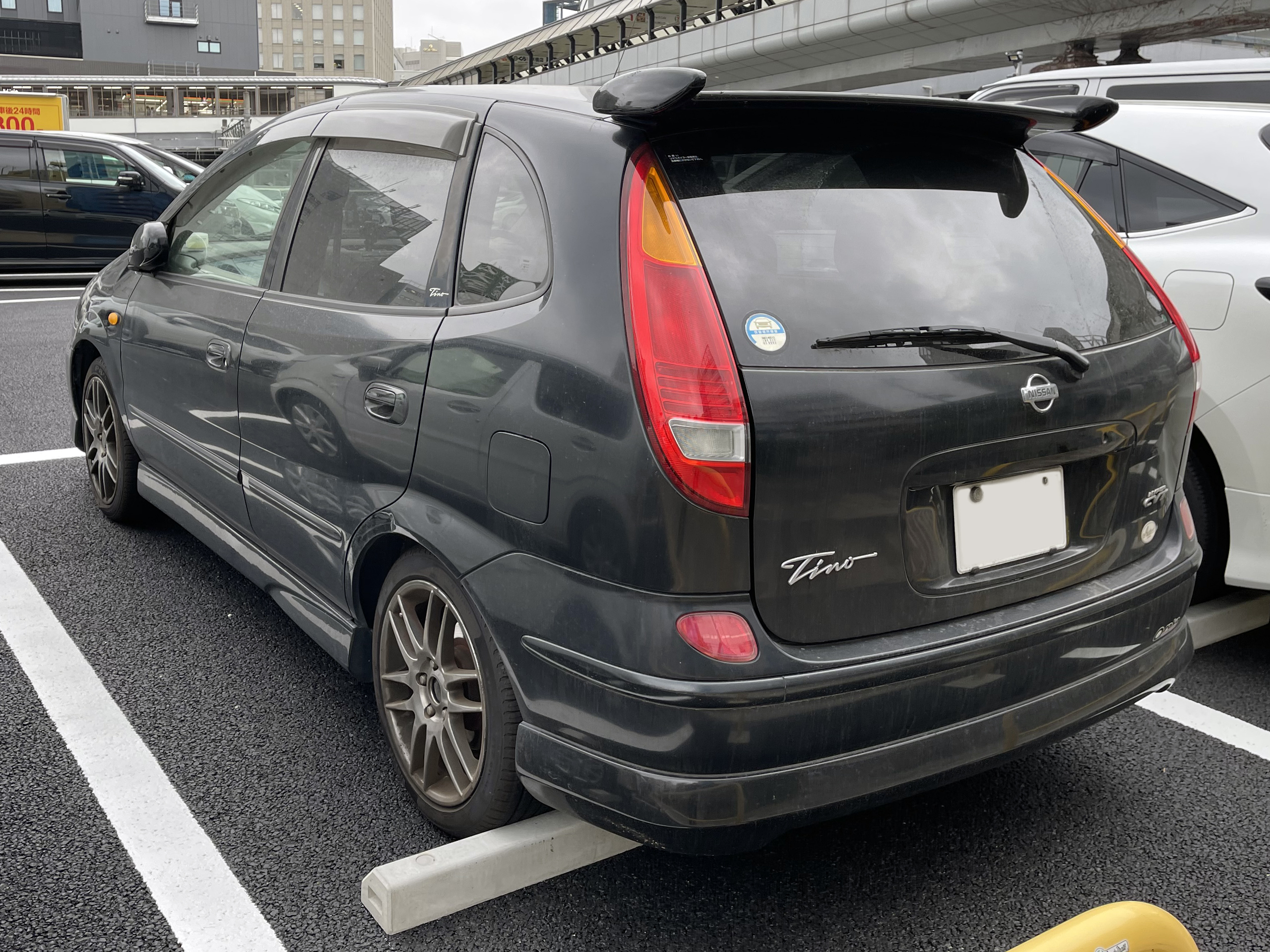
エアロスポーツ リア

## 沿革
1998年12月22日
V10型ティーノ発売。
1999年3月
ヨーロッパ向け「アルメーラ・ティーノ」を第69回ジュネーブ・モーターショーに出品。
2000年1月
ビルトインチャイルドシートの特別仕様車キッズが追加。2000年3月まで発売。
2000年3月
ヨーロッパ向け「アルメーラ・ティーノ」を第70回ジュネーブ・モーターショーに出品。日産モトール・イベリカ社ソナフランカ工場（スペイン・バルセロナ）で生産され、直列4気筒DOHC直噴ディーゼルターボYD22DDT型エンジンも搭載される。
2000年3月23日
日産自動車として初の一般販売用ハイブリッド車「ティーノハイブリッド」（100台限定生産）を発表。「モーター（電気）+エンジン（ガソリン）&ハイパーCVT」の組合わせ。日産独自の小型・軽量リチウムイオン二次電池（リチウムイオン二次電池セルは旧ソニー・エナジー・テック製）を搭載した。また、ハイブリッド専用の装備としてクリアタイプのリヤコンビランプ（LED式）を採用した。なお、同年4月14日に購入予約を開始し、販売台数は100台であった。
2000年4月12日
マイナーチェンジ。前席2人、後席3人の5人乗車仕様が追加。6人乗車仕様には組込み型チャイルドシートを後席中央席に設定した。CピラーのTinoの文字が消えた、全カラーボディ下部（サイドスカートなど）が黒くなった。
2000年5月
ヨーロッパ向け「アルメーラ・ティーノ」登場。
2000年6月8日
1.8Jをベースにカブロンシートやピュアトロン、電源コンセントなどを装備した特別仕様車「Kid'sバージョン」を発売。後席用8インチ液晶テレビ、ビデオ端子が装着された「後席テレビ付車」も用意される。
2000年12月27日
1.8Jをベースにナビゲーションシステムやプライバシーガラスを標準装備とした特別仕様車「NAVIエディション」を発売。
2001年3月
村山工場閉鎖に伴い、生産拠点を九州工場（現・日産自動車九州）へ移管。
2001年7月
Design Zentrum Nordrhein Westfalen（ノルトライン＝ヴェストファーレンデザインセンター）によるレッド・ドット・デザイン賞を受賞。
2002年1月9日
5人乗り ビルトインチャイルドシート付車追加
2002年10月2日
マイナーチェンジ。CIマークと車名の書体、ホイールキャップはリバティ、C24セレナ、アベニールと共通のものになった。グレード体系を見直し、パッケージオプションとして「ビルトインチャイルドシート」が設定された。さらに2Lエンジンと当初の売りであった6人乗車仕様を廃止し、1.8Lエンジン（QG18DE）の5人乗りのみとなる。
2003年3月
日本国内向けでの生産終了。在庫対応分のみの販売となる。後期型の生産期間はCN11型スズキフロンテのおよそ六か月より短い。日産モートルイベリカS.A.では生産が続けられ、欧州で「ティーノ」あるいは「アルメーラティーノ」として販売された。
2003年5月
日本国内向けの販売終了。これにより2021年8月に発売されたノートオーラが登場するまでの間3ナンバーコンパクトが消滅した。
2006年3月
スペインでの生産・販売終了。

## 車名の由来
スペイン語で「Tino」は「理性」、「判断の正しさ」を意味し、家族全員に親しみやすく、新しい生活を感じさせる賢い選択の車であることを表現している。